# برنس أوانا
برنس أوانا (بالإنجليزية: Prince Oana)‏ هو لاعب كرة قاعدة أمريكي، ولد في 22 يناير 1908 في وايباهو ‏ في الولايات المتحدة، وتوفي في 19 يونيو 1976 في أوستن في الولايات المتحدة.

## وصلات خارجية
- برنس أوانا على موقعبيزبول رفرنس.كوم (الدوري الرئيسي) (الإنجليزية)
- برنس أوانا على موقع جمعية أبحاث البيسبول الأمريكية (الإنجليزية)